# Welyki Budyschtscha (Poltawa)

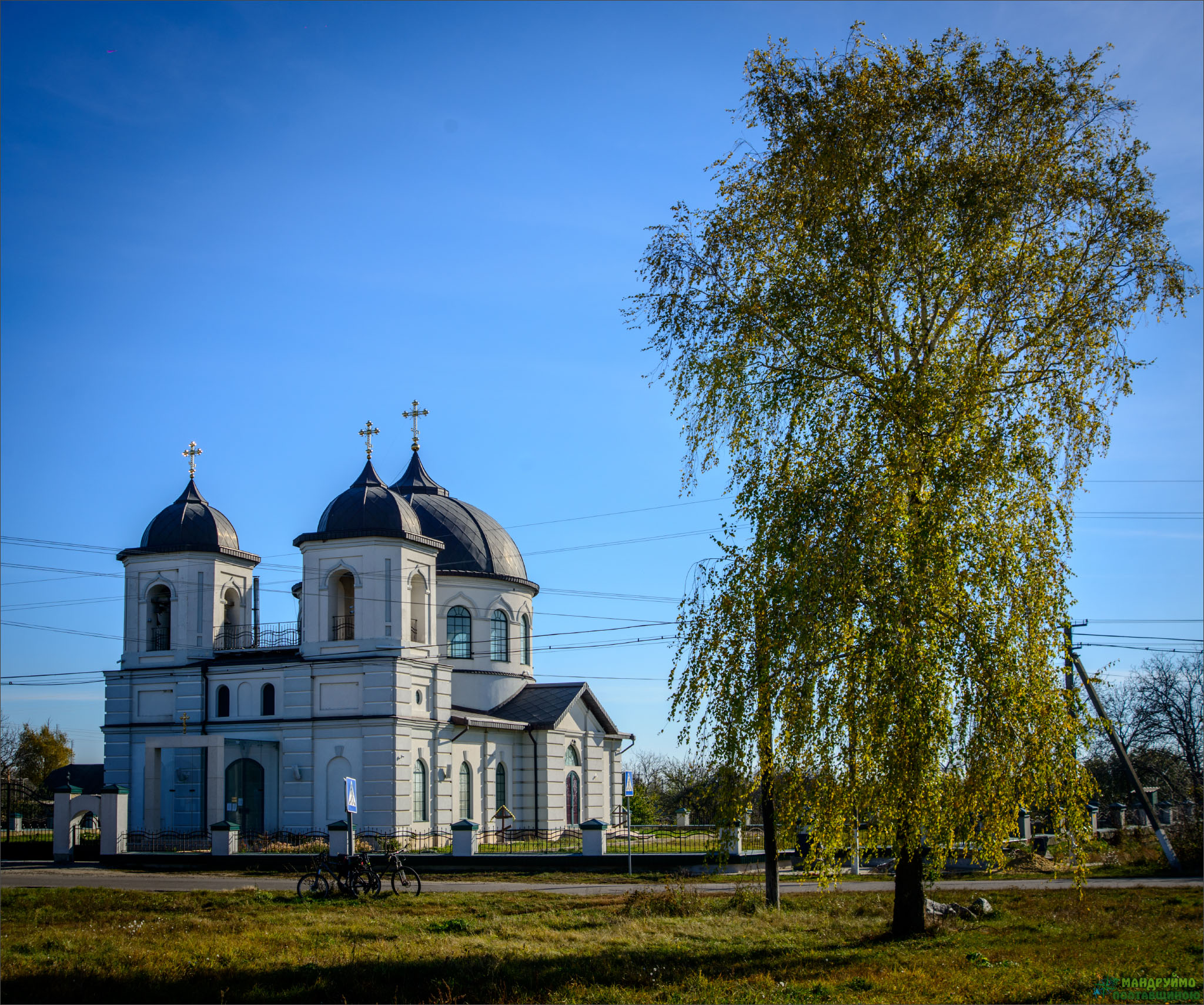
Orthodoxe Dreifaltigkeitskirche im Dorf

Welyki Budyschtscha (ukrainisch Великі Будища; russisch Великие Будища Welikije Budischtscha) ist ein Dorf in der ukrainischen Oblast Poltawa mit etwa 1100 Einwohnern (2001).

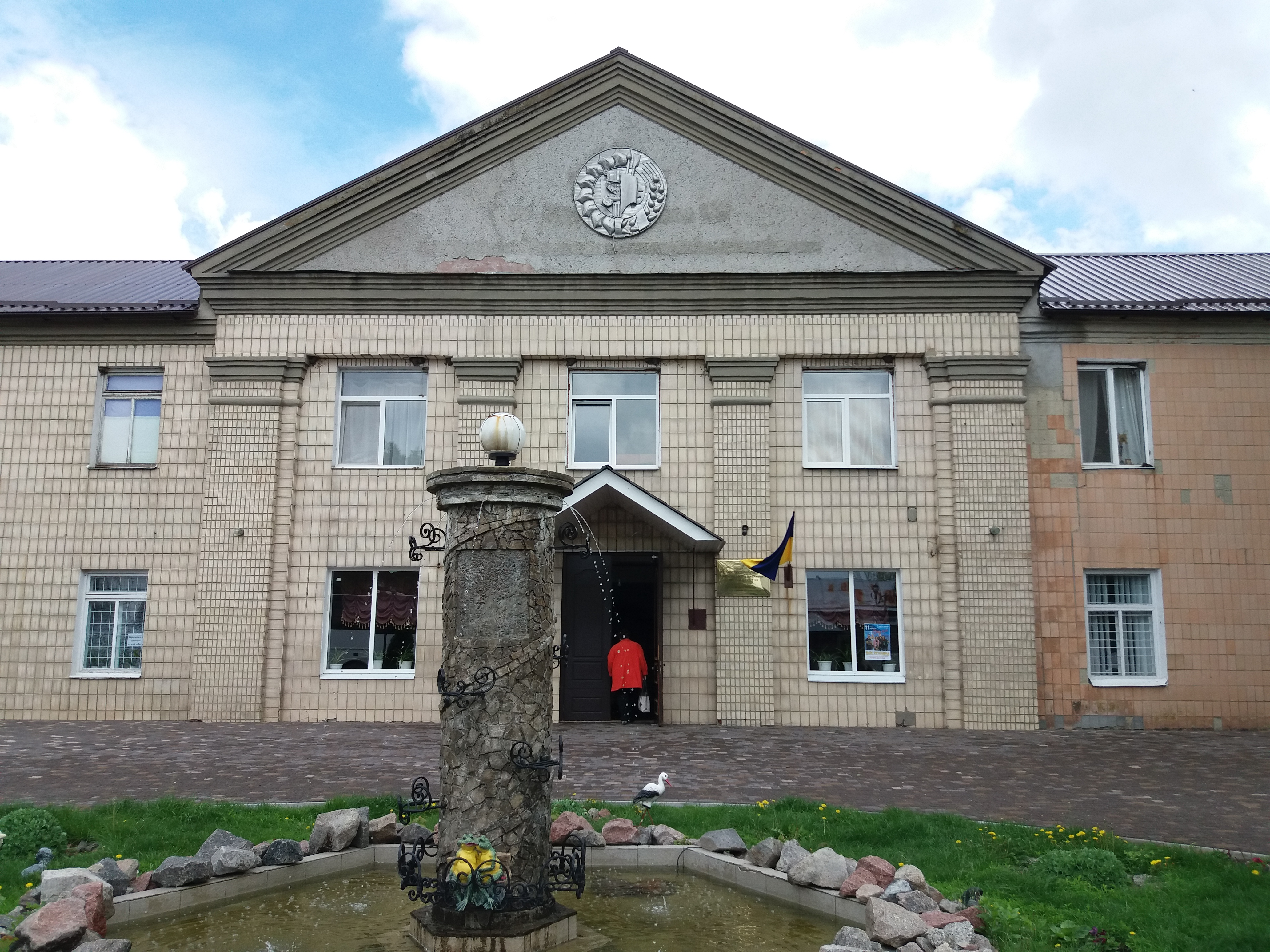
Haus der Kultur in Welyki Budyschtscha

Welyki Budyschtscha ist ein Zentrum der Volkskunst und des Kunsthandwerks. Es liegt auf einer Höhe von 171 m 5 km westlich vom Ufer der Worskla, 7 km nordöstlich vom ehemaligen Rajonzentrum Dykanka und 37 km nördlich vom Oblastzentrum Poltawa. Durch das Dorf verläuft die Fernstraße N 12.

## Geschichte
Das seit der zweiten Hälfte des 17. Jahrhunderts bekannte Dorf trug im 17. und 18. Jahrhundert die Namen Budyschtscha bzw. Budyschtscha Welyki. In den Jahren nach dem Chmelnyzkyj-Aufstand wuchs das Dorf erheblich, sodass es um 1660 eine Stadt im Poltawa-Regiment wurde. Während des Großen Nordischen Krieges befand sich vom 2. März bis Ende April 1709 das Hauptquartier des schwedischen Königs Karl XII. im Dorf, das so es zum Schauplatz des Kampfes zwischen russischen und schwedischen Truppen wurde.
Im Oktober 1775 wurde das Ortsgebiet der Provinz Noworossijsk angegliedert, und seit dem 22. Januar 1784 gehörte das Dorf zum Bezirk Poltawa innerhalb des Gouvernements Jekaterinoslaw. Ab 1796 gehörte das Dorf zur kleinrussischen Provinz und ab dem 27. März 1803 zum Ujesd Sinkiw im Gouvernement Poltawa.

## Gemeinde
Am 12. Juni 2020 wurde das Dorf ein Teil der neugegründeten Siedlungsgemeinde Dykanka bis dahin bildete es zusammen mit den Dörfern Kardaschiwka (Кардашівка), Olefirschtschyna (Олефірщина), Pyssariwschtschyna (Писарівщина) und Tschernetschyj Jar (Чернечий Яр) die gleichnamige Landratsgemeinde Welyki Budyschtscha (Великобудищанська сільська рада/Welykobudyschtschanska silska rada) im Osten des Rajons Dykanka.
Am 17. Juli 2020 kam es im Zuge einer großen Rajonsreform zum Anschluss des Rajonsgebietes an den Rajon Poltawa.